# Charles Huguenot van der Linden
Charles A. Huguenot van der Linden (* 24. März 1909 in Amsterdam; † 20. Juli 1987 in Jubbega, Heerenveen) war ein niederländischer Filmproduzent und -regisseur.

## Leben
Huguenot van der Linden begann 1928 in der Abteilung für Öffentlichkeitsarbeit bei Paramount zu arbeiten. Später arbeitete er bei Paramount in Paris. Er übersetzte dort US-amerikanische Filme ins Französische. Nach einer Lehrzeit als Regieassistent drehte er 1936 mit Paramount-Kollege Heinz Josephson seinen ersten Film: Jonge harten. Ein Kassenerfolg wurde dieser nicht und wegen der Selbstfinanzierung verlor er sein eingesetztes Geld. Der Film bekam allerdings gute Kritiken, wodurch auch sein Name bekannter wurde und sich einprägte.
Während des Zweiten Weltkriegs arbeitete van der Linden als Regieassistent an dem in Amsterdam von Hans Steinhoff gedrehten deutschen Film Rembrandt mit. Ab 1956 war er Mitglied der Filmabteilung des niederländischen Beratungsgremiums Raad van de Kunst und war auch aktiv in der Nederlandse Beroepsvereniging van Filmers (NBF).
Huguenot van der Linden produzierte 50 Jahre lang Filme, meist zusammen mit seiner Ehefrau Martina Huguenot van der Linden: Spiel-, Dokumentar-, Werbe- und Informationsfilme. Er hat zahlreiche Auszeichnungen erhalten, darunter einen Oscar in der Kategorie „Bester Dokumentar-Kurzfilm“ für den Film Deze kleine wereld.

## Filmografie
- 1936: Jonge harten
- 1948: Nederlands in zeven lessen
- 1950: De bajes is zo groot
- 1956: Bloem der Natie
- 1957: De morgenster
- 1959: Tussenspel bij kaarslicht
- 1962: Big City Blues
- 1963: Bouwspelelement
- 1973: Deze kleine wereld